# كاتالينا لوبيز
كاتالينا لوبيز هي متسابقة ملكة الجمال إكوادورية، ولدت في 27 فبراير 1983 في غواياكيل في الإكوادور.

## وصلات خارجية
- كاتالينا لوبيز على موقع IMDb (الإنجليزية)
- كاتالينا لوبيز على موقع قاعدة بيانات الفيلم (الإنجليزية)